# Барон Невилл из Рэби

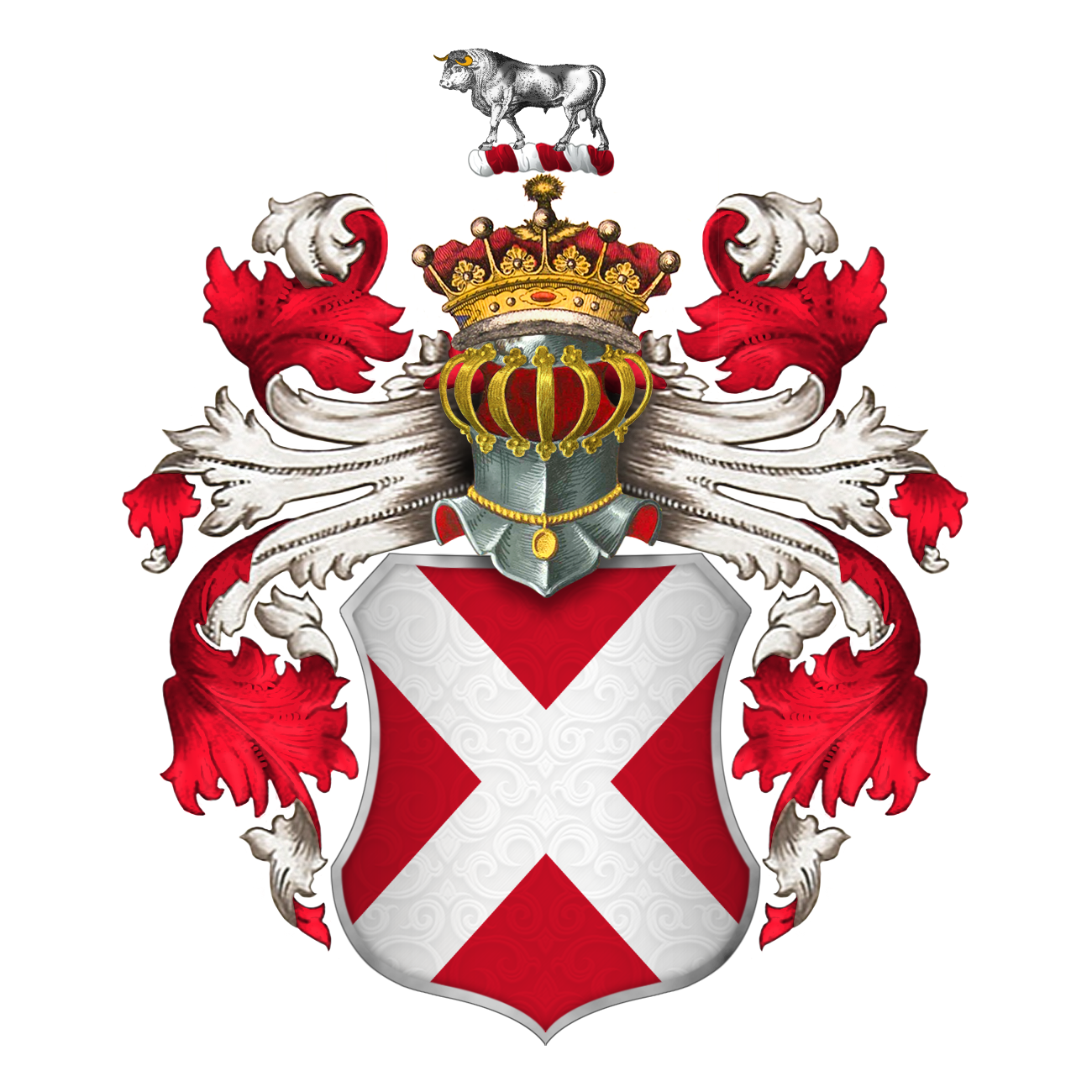
Герб Невиллов — графов Уэстморленд

Барон Невилл из Рэби (англ. Baron Neville de Raby) — английский пэрский титул, существовавший с 1295 года. Титул носили представители рода Невиллов. В 1397 году Ральф де Невилл, 4-й барон Невилл из Рэби, получил титул графа Уэстморленда, к которому и оказался присоединён титул барона Невилла из Рэби.
В 1459 году был создан ещё титул барона Невилла для Джона Невилла, одного из внуков 1-го графа Уэстморленда, но после того как его сын Ральф Невилл унаследовал титулы графа Уэстморленда и барона Невилла из Рэби, все 3 титула оказались объединены.
В 1571 году у Чарльза Невилла, 6-й графа Уэстморленда за участие в восстании против королевы Елизаветы I все титулы и владения были конфискованы, титул барона Невилла из Рэби перешёл в состояние ожидания.
Существовали также другие креации титула барона Невилл, а также титулы баронета Невилла и виконта Невилла — младший титул графов Абергавенни (позже маркизов Абергавенни). Существует также титул барона Рэби.

## История титула

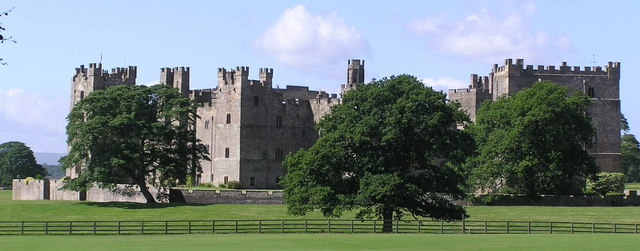
Замок Рэби в графстве Дарем, главная резиденция баронов Невилл

Первым феодальным бароном Рэби был Дольфин Фиц-Утред, вероятно упоминается только однажды — в 1131 году приор Дарема пожаловал ему имение Стейндроп (ранее Стейнторп) в графстве Дарем. Основным местопребыванием баронов было Рэби на севере Стейндропа, которое оставалось центром семейных владений до 1569 года. В XIV веке там был построен замок Рэби.
Первые роды Рэби были сельскими сквайрами в Дареме, однако постепенно начинается их возвышение. 24 июня 1295 Ранульф де Невилл, 3/5-й лорд Невилл по праву держания, был призван в английский парламент как 1-й барон Невилл из Рэби. Его внук Джон де Невилл, 3-й барон Невилл из Рэби, в 1360 году начал строительство замка Рэби.
Основу могущества дома заложил Ральф де Невилл, 4-й барон Невилл из Рэби. Король Ричард II, вероятно, надеялся, что Невиллы смогут выполнять роль противовеса могущественному североанглийскому роду Перси. Глава другого влиятельного североанглийского рода, Джон Клиффорд, 7-й барон де Клиффорд, был малолетним и противостоять усилению Невиллов не мог. В 1396 году Ричард II передал Ральфу Невиллу баронию Пенрит, а в 1397 году создал для него титул графа Уэстморленда. В 1398 году король передал Невиллу обязанности шерифа графства, проигнорировав тот факт, что титул наследственных шерифов Уэстморленда принадлежал Клиффордам. Однако после свержения Ричарда II должность шерифа Уэстморленда была новым королём, Генрихом IV, у Невилла отобрана, чему, возможно, поспособствовал граф Нортумберленд, глава рода Перси.
Во время восстаний начала XV века граф Уэстморленд, который вторым браком был женат на Джоанне Бофорт, единокровной сестре Генриха IV, сохранял верность короне, стремясь упрочить своё могущество. После восстания Перси должность хранителя Западной и Восточной Шотландских марок были вновь переданы ему, хотя в 1417 году Восточная марка вернулась к Перси. Граф Уэстморленд оборонял границу с Шотландией, разбив 22 июля 1415 года шотландцев в битве при Иверинге. Он значительно увеличил свои владения за счёт нескольких замков, а также женил своего сына Ричарда на наследнице графа Солсбери.
1-й граф Уэстморленд умер в 1425 году, оставив от двух браков многочисленное потомство. Титулы графа Уэстморленда и барона Невилла из Рэби, а также Даремские владения достались Ральфу Невиллу, внуку 1-го графа, однако они были сильно сокращены из-за претензий потомков 1-го графа от второго брака с Джоанной Бофорт, которых возглавлял Ричард Невилл, граф Солсбери. Используя своё родство с могущественным родом Бофортов, а также пользуясь поддержкой Томаса Лэнгли, епископа Дарема, Солсбери смог добиться назначения хранителем в обеих Шотландских марках. Чтобы противостоять ему, 2-й граф Уэстморленд вступил в союз с традиционными соперниками своей семьи — Перси и Клиффордами, для закрепления которого женился на Елизавете Перси, сестре графа Нортумберленда и матери 8-го барона де Клиффорда.
В конце 1450-х годов ссора между знатью в Северо-западной Англии переросла в настоящую феодальную войну между Перси и Невиллами, в которой граф Уэстморленд держал сторону Перси. В разгоревшейся позже войне Алой и Белой розы граф Уэстморленд держал сторону Ланкастеров. Однако надежды на возвращение полного наследства были похоронены поражением Ланкастеров в битве при Таутоне в 1461 году, когда граф Уорик, сын погибшего в 1460 году графа Солсбери, прозванный «Делателем королей», стал фактическим правителем Англии. Хамфри Невилл, племянник графа Уэстморленда, пытался бороться против Уорика, но в 1469 году он вместе с братом Чарльзом попал в плен, и оба были казнены.
Сам 2-й граф Уэстморленд активного участия в войне Алой и Белой розы не принимал, отсидевшись в своих владениях. Его дети умерли рано. Наследником 2-го графа Уэстморленда стал его племянник, Ральф Невилл, сын погибшего в битве при Таутоне Джона Невилла, 1-го барона Невилла. В 1372 году Ральфу королём Эдуардом III был возвращён титул барона Невилла.
2-й граф Уэстморленд умер в 1484 году, его наследник, 4-й граф — в 1499 году. Наследовал ему малолетний внук Ральф Невилл. Став совершеннолетним, он в основном служил короне на шотландской границе, сохранив своё положение несмотря на участие в восстании против короля Генриха VIII своего сына Кристофера.
После смерти 4-го графа Уэстморленда ему наследовал сын, Генри Невилл, 5-й граф Уэстморленд и 8-й барон Невилл из Рэби. Генри, хотя и подписал грамоту о избрании королевой Англии Джейн Грей, вскоре поддержал Марию I Тюдор. За свои услуги Генриху VIII, Эдуарду VI и Марии I 5-й граф Уэстморленд получил обширные владения в Йоркшире и Линкольншире.
Наследником Генри был его сын Чарльз Невилл, 6-й граф Уэстморленд и 9-й барон Невилл из Рэби. Он принял участие в католическом восстании против Елизаветы I, из-за чего был вынужден бежать за границу, а его владения и титулы в 1571 году были конфискованы и оказались в состоянии ожидания владельца. Чарльз умер, находясь в глубоких долгах, в 1601 году. Его единственный сын к тому времени уже умер, с ним угасла и старшая ветвь рода Невиллов. Позже на титул графа Уэстморленда безуспешно претендовал Эдмунд Невилл, правнук Ричарда Невилла, второго барона Латимера. В 1624 году титул графа Уэстморленда (без титула барона Невилла) был воссоздан для Фрэнсиса Фэйна, внука по матери Генри Невилла, 4-го барона Абергавенни.

### Бароны Невиллы из Рэби
Феодальные бароны Рэби
- Дольфин Фиц-Утред (ум. после 1131), лорд Рэби[13]
- Малдред Фиц-Дольфин (ум. до 1183), лорд Рэби, сын предыдущего[14]
- Роберт Фиц-Малдред (ум. 1242/1248), лорд Рэби, сын предыдущего[15]
- Роберт (I) де Невилл (ок. 1223 — до 20 августа 1282), лорд Рэби и Бранкепет, внук предыдущего[16]

Бароны Невиллы из Рэби (1295)
- 1295—1331: Ранульф (Ральф) де Невилл (18 октября 1262 — ок. 18 апреля 1331), лорд Рэби с 1282, 1-й барон Невилл из Рэби с 1295[К 1], внук предыдущего[4]
- 1331—1367: Ральф де Невилл (ок. 1291 — 5 августа 1367), 2-й барон Невилл из Рэби с 1331, сын предыдущего[17]
- 1367—1388: Джон де Невилл (ок. 1328 — 17 октября 1388), 3-й барон Невилл из Рэби с 1367, сын предыдущего[18]
- 1388—1425: Ральф де Невилл (ок. 1364 — 21 октября 1425), 4-й барон Невилл из Рэби с 1388, 1-й граф Уэстморленд с 1397, сын предыдущего[19]
- 1425—1484: Ральф Невилл (17 сентября 1406 — 3 ноября 1484), 2-й граф Уэстморленд и 5-й барон Невил из Рэби с 1425, внук предыдущего[20]
- 1484—1499: Ральф Невилл (1456 — 6 февраля 1499), 2-й барон Невилл с 1472, 3-й граф Уэстморленд и 6-й барон Невилл из Рэби с 1484, племянник предыдущего[21]
- 1499—1549: Ральф Невилл (21 февраля 1498 — 24 апреля 1549), 4-й граф Уэстморленд, 7-й барон Невилл из Рэби и 3-й барон Невилл с 1499, внук предыдущего[22]
- 1549—1564: Генри Невилл (1524/1525 — 10 февраля 1564), 5-й граф Уэстморленд, 8-й барон Невилл из Рэби и 4-й барон Невилл с 1549, сын предыдущего[23]
- 1564—1571: Чарльз Невилл (между 18 августа 1542 и 28 августа 1543 — 16 ноября 1601), 6-й граф Уэстморленд, 9-й барон Невилл из Рэби и 5-й барон Невилл в 1564—1571, сын предыдущего[10]

В 1571 году все владения и титулы Чарльза были конфискованы за участие в католическом восстании против Елизаветы I, титул барона Невилла из Рэби перешёл в состояние ожидания.

## Комментарии
1. ↑  В некоторых источниках (например, в Oxford Dictionary of National Biography) нумерация баронов начинается с Роберта Фиц-Малдреда, и Ранульф считается 3-м бароном. См. Tuck Anthony. Neville, Ralph, fourth Lord Neville (c.1291–1367) // Oxford Dictionary of National Biography (англ.). — Oxford: Oxford University Press, 2004—2014.